# Elias Kolega
Elias Kolega (Monaco di Baviera, 23 maggio 1996) è un allenatore di sci alpino ed ex sciatore alpino croato.

## Biografia

### Carriera sciistica
Originario di Zagabria, fratello di Samuel, a sua volta sciatore alpino, e attivo in gare FIS dal novembre del 2011, Kolega ha esordito ai Campionati mondiali a Schladming 2013, dove si è classificato 69º nello slalom gigante, in Coppa Europa il 18 gennaio 2014 a Zell am See in slalom speciale, senza qualificarsi per la seconda manche, e in Coppa del Mondo il 6 gennaio 2015 a Zagabria Sljeme nella medesima specialità, senza completare la prova. Ai Mondiali di Vail/Beaver Creek 2015 si è piazzato 42º nello slalom gigante, mentre a quelli di Sankt Moritz 2017 è stato 60º nello slalom speciale, 9º nella gara a squadre e non ha completato lo slalom gigante.
Ai XXIII Giochi olimpici invernali di Pyeongchang 2018, sua unica presenza olimpica, si è classificato 23º nello slalom speciale; nello stesso anno ha conquistato in slalom speciale due podi in Coppa Europa, il 29 novembre a Levi (2º) e il 19 dicembre a Obereggen (3º), mentre nel 2019 ha ottenuto il suo miglior piazzamento in Coppa del Mondo, il 13 gennaio ad Adelboden in slalom speciale (6º), e ai Mondiali di Åre 2019, sua ultima presenza iridata, è stato 37º nello slalom gigante e 21º nello slalom speciale. Ha preso per l'ultima volta il via in Coppa del Mondo l'8 febbraio 2020 a Chamonix in slalom speciale, senza completare la prova, e in Coppa Europa il giorno successivo a Berchtesgaden nella medesima specialità, quando si classificò 8º in quella che sarebbe rimasta la sua ultima gara in carriera: inattivo da allora, ha annunciato il ritiro nell'aprile del 2022.

### Carriera da allenatore
Dopo il ritiro è divenuto allenatore nei quadri prima della Federazione sciistica della Croazia, poi di quella dell'Austria (occupandosi dei velocisti) e, dalla stagione 2023-2024, di quella del Belgio (seguendo in particolare Armand Marchant).

## Palmarès

### Mondiali juniores
- 1 medaglia:
  - 1 bronzo (slalom speciale a Soči/Roza Chutor 2016)

### Coppa del Mondo
- Miglior piazzamento in classifica generale: 73º nel 2019

### Coppa Europa
- Miglior piazzamento in classifica generale: 32º nel 2019
- 2 podi:
  - 1 secondo posto
  - 1 terzo posto

### Campionati croati
- 3 medaglie:
  - 2 argenti (slalom speciale nel 2018; slalom speciale nel 2019)
  - 1 bronzo (slalom speciale nel 2015)